# Changeling - The Dreaming
Changeling - The Dreaming är ett rollspel som publicerats av företaget White Wolf, till rollspelsvärlden World of Darkness. Spelet fokuserar mycket på äventyr, men även politik och moral.

## Handling
I spelet tar man på sig rollen som bortbyting (Changeling) i en modern värld som påminner mycket om vår egen. Drömmen, den källa från vilken kreativitet och fantasin föds är döende. Changelings är varelser sprungna ur denna källa och har genom årtusendena kallats många saker. Änglar, demoner, älvor, feer, di sma undar jordi, skogsrån och de skinande är bara några av namnen. Om människan kan drömma om det kan det också få eget liv.
Vår moderna värld accepterar dock inte längre dessa varelser. För att skydda sig från världens misstro har de därför genomgått "The changeling way", och låtit sin eviga själ smälta samman med ett människofoster. Det som skapats är en hybrid mellan dröm och mänskligt kött, en Changeling. För andra människor ser personen i fråga ut som vilken annan person som helst. För de som kan se bortom köttet däremot uppenbarar sig bortbytingens sanna jag, en varelse skapad av kreativitet och drömmar.
För Changelings är världen fortfarande magisk, och fylld av varelser och ting som för oss andra är förpassade till folksagorna och drömmarnas värld. En pinne blir ett svärd, en skoluniform en paradrustning och en flakmoppe en vagn av glas som på något konstigt sätt påminner väldigt mycket om en pumpa. Visst låter det underbart, men som allting annat har det hela en baksida. Precis som drömmarna blir verklighet händer detsamma med mardrömmarna. Likväl som att Tingeling kan vara ens bästa vän, så kan monstret under sängen lurpassa för att bita en om man stiger ur sängen. Eller hur känns det att vakna upp från en mardröm, bara för att upptäcka att mardrömmen blivit verklighet?
Changelings har i århundraden smält samman med foster, åldrats och dött för att åter bli fria och inta ett nytt foster och på detta sätt hållit livets cirkel i rörelse. Och precis som deras fysiska kroppar kräver mat och vila kräver även själen sitt. Den föda som upprätthåller själens existens kallas för glamour. Denna kraft av ren kreativitet och fantasi flödar från drömmen in till vår värld antingen genom speciella platser där drömmen och verkligheten rör vid varandra eller genom människor som genom sitt skapande har förmågan att överbygga avståndet mellan dimensionerna.
Dessa platser och människor blir dock färre och färre nu när den eviga vintern drar närmare och krigen om resurserna mellan Changelings blir svårare och blodigare. Och medan kampen om drömmen och dess skatter rasar kryper dess motsats fram och blir starkare och starkare, banaliteten (banality). Banality står för glamourens motsats. Det grå och vardagliga, det tråkiga och själsdödande. Ett liv av kontorsarbete mellan 9 och 5 och en mikromiddag framför tv:n, istället för envigar med drakar och jordgubbsvin under den stjärnbeströdda himlen. Och ju mer Banalityn kryper in i ens liv desto svårare blir det att minnas glamouren, det fantastiska och magiska.
Till sist är själen så nedtyngd av världen att man glömmer. Diset (the mist) sänker sig över ens minne och man glömmer bort det fantastiska. Man glömmer bort att man är arvtagare till ett stolt arv som spänner tillbaka till tidernas gryning, man glömmer äventyren, man glömmer sina vänner och framförallt glömmer man bort sig själv. Kvar finns bara en gnagande smärta och känsla av förlust som kommer förfölja en till dagen man dör och själen äter blir fri att smälta samman med ett nytt foster.
Changeling handlar om att hålla drömmen vid liv. Att våga hoppas och fantisera, och att aldrig låta drömmar bli något för barn och galningar. 
Never, Never Grow Up...